# 喜多久一刺殺事件
喜多久一刺殺事件（きたひさいちしさつじけん）とは、昭和36年（1961年）7月14日、奈良県大和郡山市で、三代目山口組柳川組組員・福島末博（後の六代目山口組若中）ら3人が、奈良県大和郡山市の服部組・喜多久一組長を刺殺した暴力団抗争事件。

## 喜多久一刺殺事件発生まで
昭和35年（1960年）、元々大阪市を地盤にしていた三代目山口組柳川組（組長は柳川次郎。通称はマテンの黒シャツ。本名は梁元錫）は、大阪に進出してきた他の山口組系列化の団体と紛争を起こした。山口組・田岡一雄組長は、各組の利害を調整するために南道会・藤村唯夫会長を、大阪地区の総責任者としたが、柳川組の膨張は止まらなかった。山口組若頭・地道行雄は、柳川組を他府県に進出させることを提案し、田岡一雄が最終的に了承した。
柳川次郎は、他府県進出の指揮官に谷川康太郎（後の二代目柳川組組長。本名は康東華）を任命した。
昭和36年（1961年）4月8日、柳川組は、奈良県下のヤクザ組織に、「貴下を大義同志会支部長に命ず」と書いた封書を送った。
同年4月16日、大阪市阿倍野区の料亭「りょう泉閣」で、柳川次郎は、右翼団体「大義同志会」の結成式を行った。大義同志会の本部を、奈良市紀寺町に置き、傘下の「大義同志会全国行動隊」の隊長には谷川康太郎が就任した。結成式に参加したヤクザ組織には、柳川組へ会費を納めることが取り決められた。大和郡山市に本拠を置く服部組・喜多久一組長は、この結成式に参加しなかった。
同年5月、柳川組は、近鉄あやめ池遊園地で、力道山一行のプロレス興行を行った。この興行が成功したので、柳川次郎は「柳川芸能社」を起こした。
同年6月7日夜、大和郡山市内の寿司屋で、柳川組若衆金長沢と服部組組員が喧嘩となった。金長沢は服部組組員から熱湯の入ったやかんを浴びせられ、火傷を負った。
翌日から柳川組は、服部組と、このオトシマエの交渉に入った。
同年6月27日、服部組に交渉に行った柳川組組員・山田守ら3人が、服部組事務所前で、服部組組員・堀正明に猟銃で撃たれ、山田ら2人が重傷を負った。

## 喜多久一刺殺事件
同年7月14日、柳川組組員・福島末博（後の六代目山口組若中）ら3人が、日本刀で喜多久一を刺殺した。
その後、服部組は瓦解した。